# Paul Stirling
Paul Robert Stirling (nacido el 3 de septiembre de 1990) es un jugador de críquet irlandés.

## Carrera internacional
En julio de 2009, Stirling anotó su primer siglo de primera clase. El 7 de septiembre de 2010, durante un One Day International contra Canadá, Stirling hizo su primer siglo de la Lista A, anotando 177 carreras.
En septiembre de 2018, fue incluido en el equipo de Kandahar en la primera edición del torneo de la Premier League de Afganistán.